# Donato Bramante
Donato Bramante (született Donato di Pascuccio d'Antonio, ismert még mint Donato da Urbino vagy Bramante Lazzari; Monte Asdrualdo, 1444 – Róma, 1514. április 11.) olasz építész, festő és mérnök. Ő vezette be a reneszánsz építészetet Milánóban, illetve az érett reneszánsz stílust Rómában, ahol a Szent Péter-bazilika építése az ő tervei alapján indult – ám végül Michelangelo fejezte be –, majd Tempiettója (San Pietro in Montorio, 1502), amely szentély megalkotására II. Gyula pápa kérte fel oda, ahol Szent Pétert a hagyomány szerint keresztre feszítették.

## Élete

### Urbino
Apja, Angelo után Donato d'Agnolo, hivatalosan Donato (di) Pascuccio d'Antonio néven, Monte Asdrualdo (ma Fermignano) városában, Urbino közelében született. 1467-ben Luciano Laurana az urbinói Palazzo Ducaléhoz árkádos udvart épített egyéb reneszánsz jellegű részletekkel Federico da Montefeltro herceg palotájában. Ő vezette be Bramantét az érett reneszánsz rejtelmeibe, aki eleinte festészetében alkalmazta a Melozzo da Forlì és Piero della Francesca festők által megfogalmazott perspektíva szabályait és az Andrea Mantegna festményein megfigyelhető illuzionista hatásokat.

### Milánó

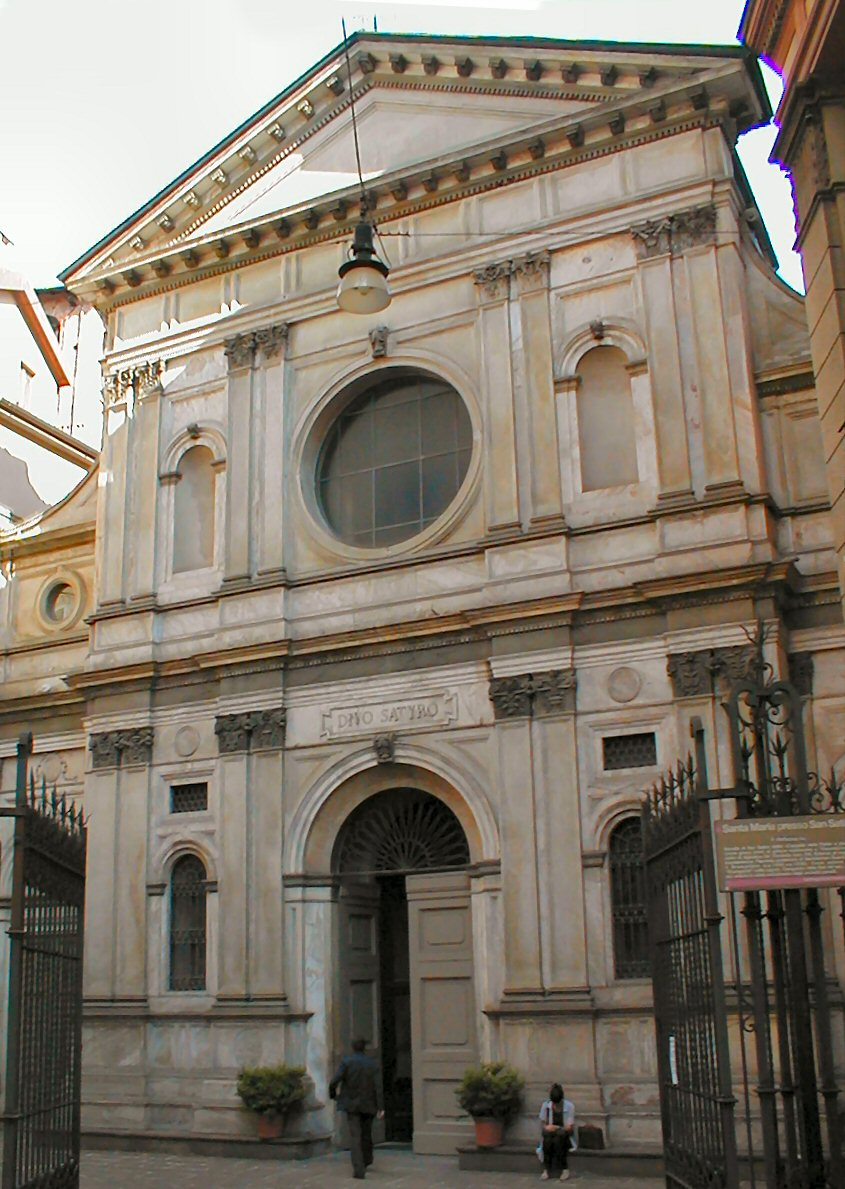
A Santa Maria presso San Satiro

1474 körül Bramante Milánóba költözött, abba a városba, amely mély gótikus építészeti hagyományokkal rendelkezett, és több templomot épített az „új antik” stílusban. 1476-tól Ludovico Sforza (il Moro) herceg udvari építészeként működött, majd művészete a Santa Maria presso San Satiro-bazilika kereszthajóján és déli homlokzatán megjelenő trompe-l’œil-technikában valamint a finom architektúrájú sekrestyében csúcsosodott ki. A hely korlátozott mérete miatt Bramante színpadias apszisdomborműve egyesíti a festői ábrázolásokat Róma perspektivikus részleteivel, egy nyolcszögletű sekrestye feletti kupolában. Milánóban építette meg a csúcsíves Santa Maria delle Grazie (1492–99) keresztfolyosóját és háromapszisú szentélyét is. Jórészt az ő tervei alapján emelték halála után a templom kupoláját. Korai művei közé tartozik még a Sant'Ambrogio-kolostor (1497–1498) oszlopcsarnoka, valamint néhány más konstrukció Pavia és Legnano városában. Ez idő tájt kezdte építeni az abbiategrassói Santa Maria-templom eredeti megjelenésű homlokzatát, nyitott előcsarnok formájában, amelynek íve egymás fölé helyezett kettős oszlopokon nyugszik. Ez a műve már az érett reneszánsz alkotásai közé tartozik, s mintegy előzetese római működésének.
1499-ben kikerült il Moro védőszárnyai alól, amikor Lombardiát megszállta a francia hadsereg, és elköltözött Rómába, ahol munkája már ismert volt a nagyhatalmú Riario bíboros előtt.

### Róma

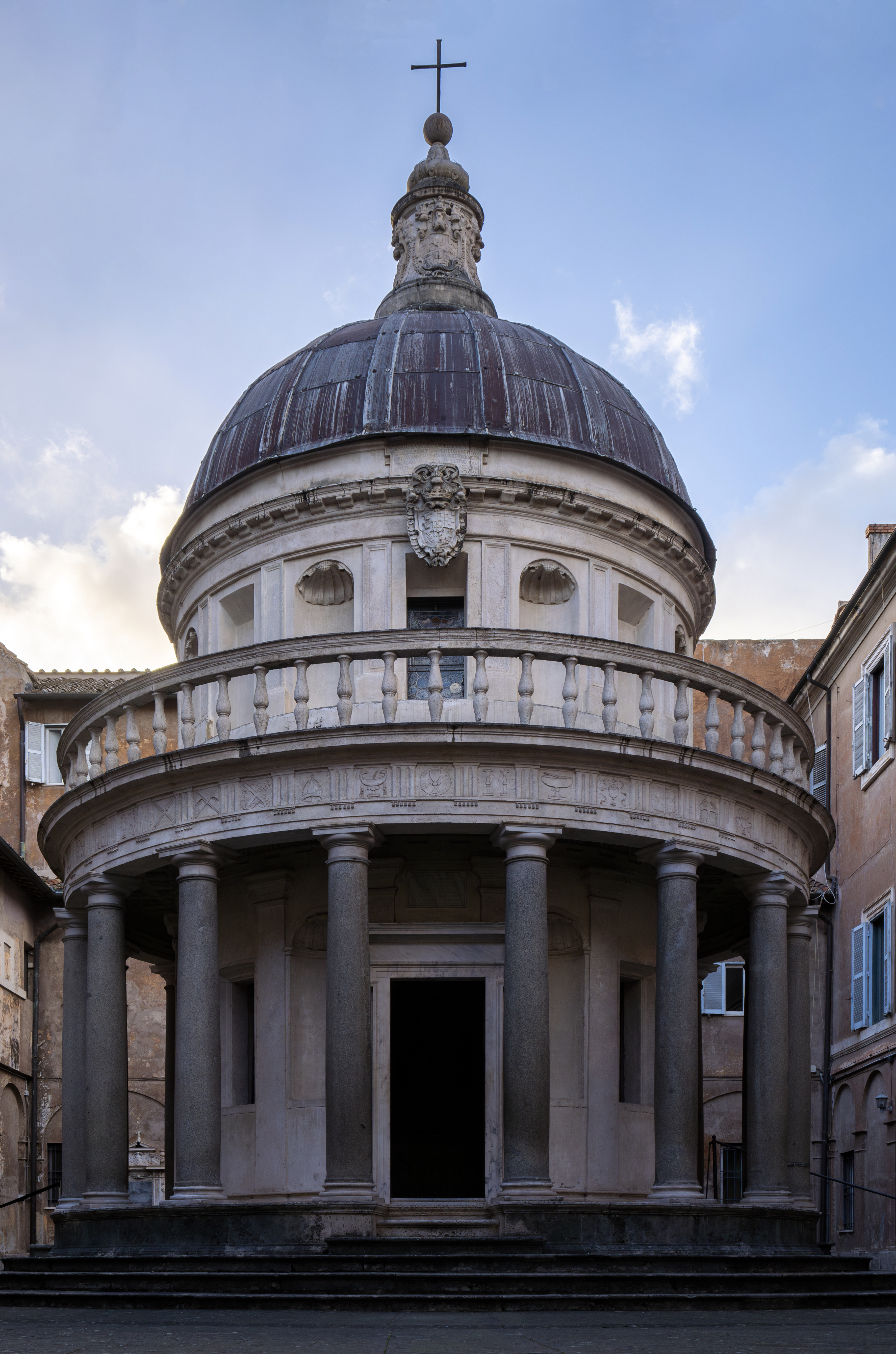
A Tempietto

Della Rovere bíboros, a későbbi II. Gyula pápa fogadta. A Cancelleria-palota templomának, a San Lorenzo in Damasónak megépítésében vett részt. II. Ferdinánd aragóniai király, I. Izabella kasztíliai királynő vagy esetleg II. Gyula pápa megrendelésére itt tervezte a reneszánsz egyik legharmonikusabb épületét: a Tempiettót (a. m. templomocska) (1502–1510), a San Pietro in Montorio udvarában a Gianicolón. Kis mérete ellenére, az épület mindenben követi a szigorú szimmetriát, a klasszikus struktúrákat. A köralaprajzú centrális épület földszintjén 16 római dór oszlopon gerendázat nyugszik, s ezen balusztrád fut körül. Az egész szerkezetet vonalkupola borítja.  Körülbelül vele egykorú a Santa Maria della Pace-templom udvara, amelynek árkádos földszintje fölött folyosó húzódik végig, vízszintes mennyezetét pillérekre és karcsú oszlopokra támasztva.
1503 novemberében Gyula pápa megbízta Bramantét a század legnagyobb európai építészeti feladatával, a Szent Péter-bazilika teljes újjáépítésével, amely 1506. április 17-én ünnepélyes keretek között kezdődött el. Nagyon kevés eredeti Bramante-rajz maradt fenn, de korabeli munkatársai munkái utalnak elképzelésére a Bazilikáról; a főhajó görög kereszt alakja a tökéletességet jelképezte, amelyet a todi Santa Maria della Consolazione sugalmazott. Bramante terve négy nagy kápolnára emlékeztet egyenlő távolságra a kereszthajó négy sarkában, mindegyik felett egy-egy kisebb kupola egy nagy kupolával áthidalva. Eredetileg sokkal inkább római-bizánci bazilikára hasonlított, mint ahogy valójában megépült.

### Bramante tervei a Szent Péter-bazilikához

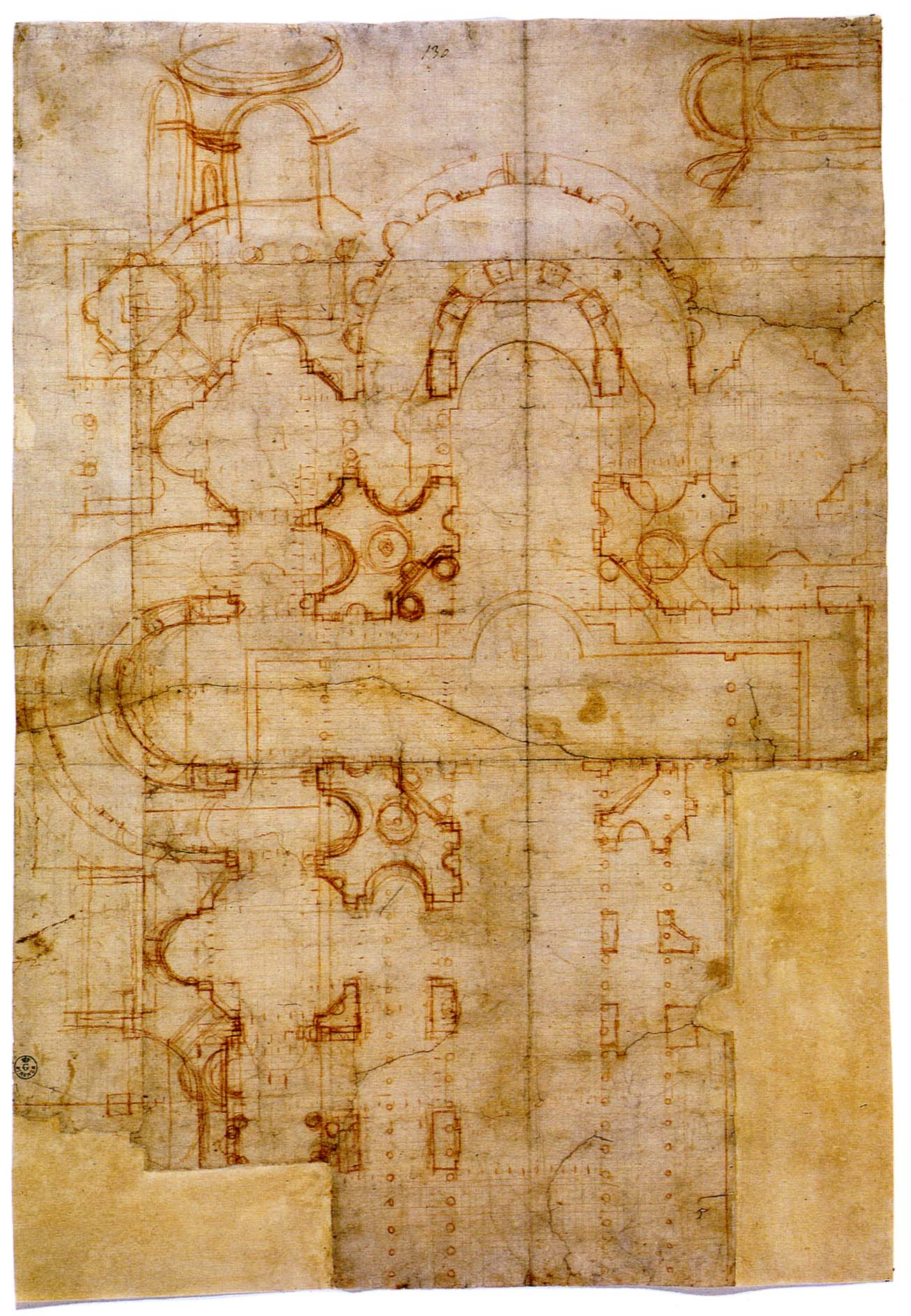
Az új templom a régire vetítve
A görög kereszt terve, Geymüller rekonstrukciója
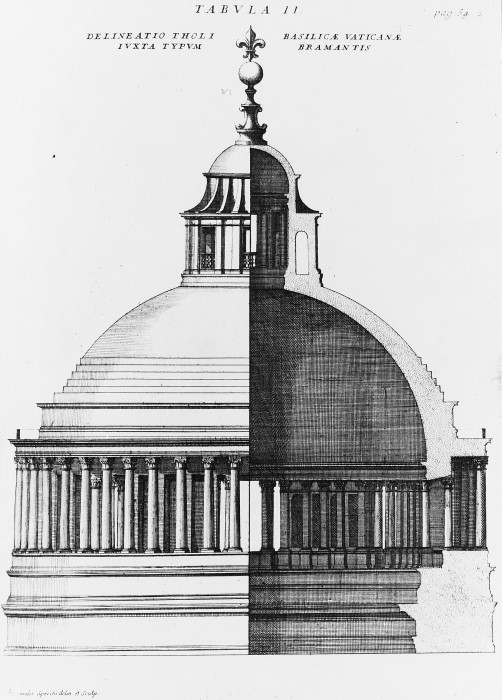
A kupola

Rómában egyik legszebb alkotása a Caprini család számára épített palota, amelyet Raffaello Sanzio fejezett be, aki maga is lakott benne. A következő évszázadban lebontott épület eredeti, rusztikás földszintje fölött páros római dór oszlopok alkotta homlokzatát egy 16. századbeli metszet őrizte meg az utókornak.

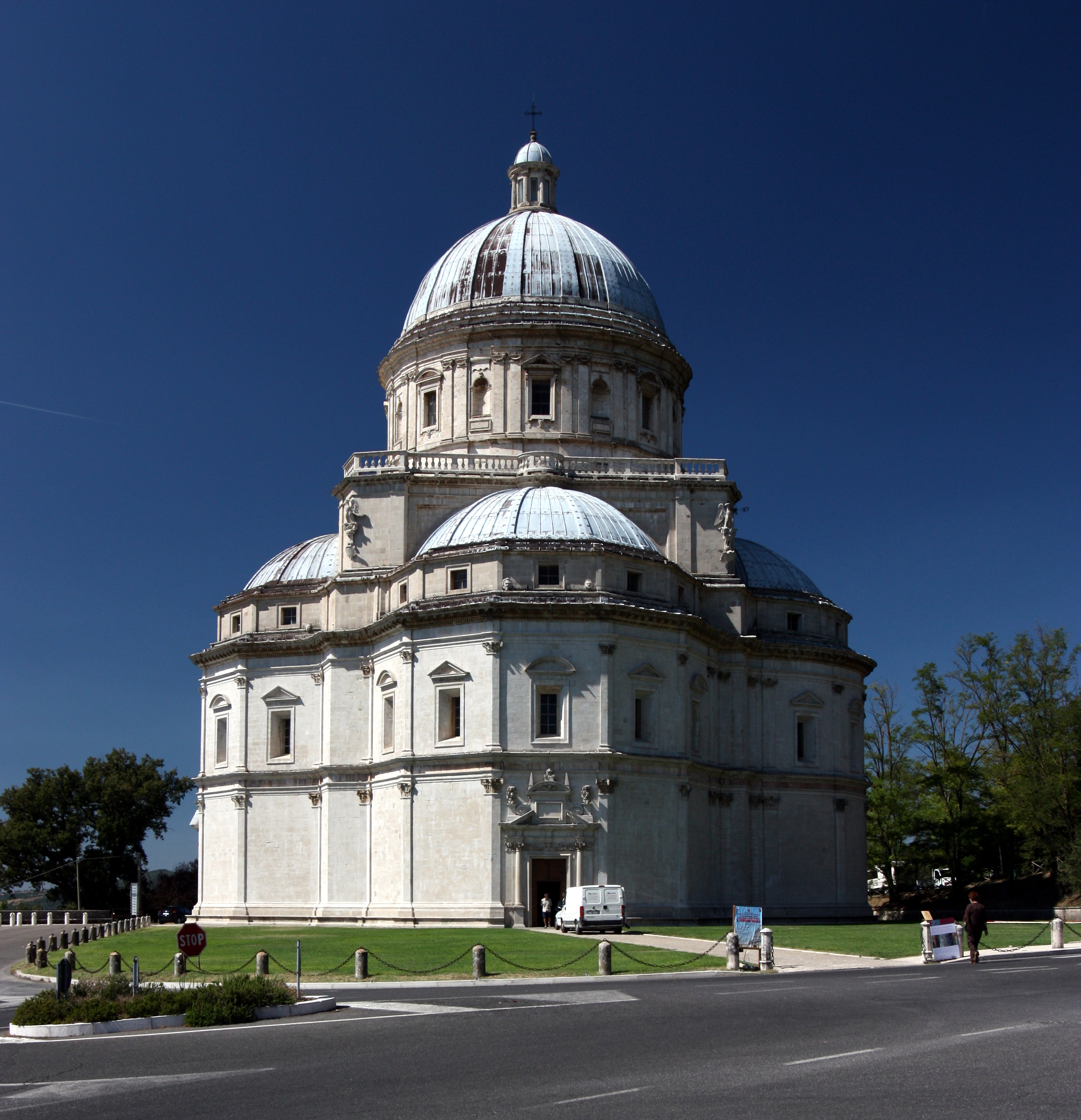
A Santa Maria della Consolazione, Lodi

Bramante számos egyéb megbízáson is dolgozott. Közöttük a legkorábbi művein Rómában, mielőtt a Bazilika építésébe fogott volna, pl. a Santa Maria della Pace-kolostoron (1500–1504), a Piazza Navonán. Igen kifinomult alkotása a loretói dóm korinthoszi architektúrájú márványból való Casa Santája, s az ő tervei szolgáltak alapul a todi Santa Maria della Consolazione-templomnak is.

## Művei
- A Palazzo Trivulzio kapuzata, Milánó
- Santa Maria presso San Satiro, Milánó, ca. 1482–1486
- Palazzo della Cancelleria, Róma, ca. 1489–1513
- Santa Maria delle Grazie (kolostor, szentély) Milánó, 1492–1498
- Tempietto, San Pietro in Montorio, Róma, 1502
- Santa Maria della Pace (kolostor), Róma, 1504
- Szent Péter-bazilika, Róma, tervezés 1503, építés 1506
- Cortile del Belvedere, Vatikán, Róma, 1506
- Palazzo Caprini (Raffaello-ház), Róma, 1510 körül (a 17. században lebontották)

## Fordítás
- Ez a szócikk részben vagy egészben  a   Donato Bramante című angol Wikipédia-szócikk ezen változatának fordításán alapul.  Az eredeti cikk szerkesztőit annak laptörténete sorolja fel. Ez a jelzés csupán a megfogalmazás eredetét és a szerzői jogokat jelzi, nem szolgál a cikkben szereplő információk forrásmegjelöléseként.